# Galzignano Terme
Galzignano Terme (Galsignàn in veneto) è un comune italiano di 4 297 abitanti della provincia di Padova in Veneto, situato sui colli Euganei. L'appellativo Terme fu aggiunto in seguito a un referendum popolare che si tenne il 6 maggio 1979.

## Geografia fisica
Il paese di Galzignano è situato in zona collinare, a circa 22 m s.l.m.
Il territorio di Galzignano confina: a sud con i comuni di Monselice, Arquà Petrarca e in minima parte con Baone, a nord con quelli di Torreglia e Teolo, a ovest con Vo', Cinto Euganeo e a est con Montegrotto Terme e Battaglia Terme.

### Territorio
Il paese è inserito nel parco regionale dei Colli Euganei, sorge alle pendici del monte Rua e del monte Gallo, dove i colli Euganei si fondono con la Pianura Padana. Insieme ad altri 3 comuni limitrofi condivide la vetta del monte Venda.

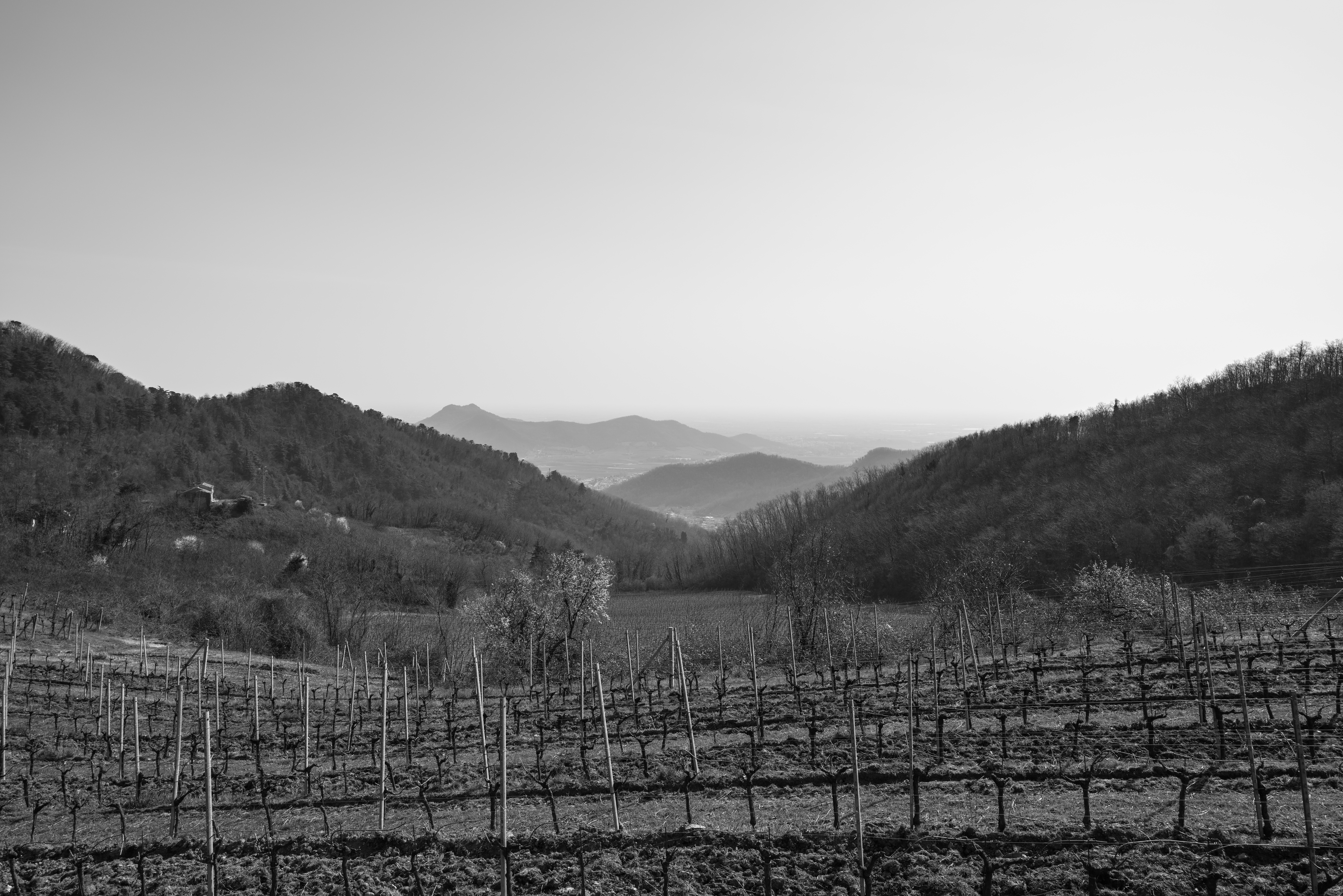
Vista del paese dalla località Sottovenda

## Origini del nome
Lo studioso di toponomastica Dante Olivieri fa derivare il nome del comune dal nome latino di persona Gallicinus, con suffisso -anu. Si tratterebbe quindi di un cosiddetto toponimo prediale che ha lasciato la sua traccia del nome dell'assegnatario di un fondo ubicato in questo territorio.
Il demonimo degli abitanti di Galzignano è galzignanesi.

## Storia

### Storia antica
I primi segni di civiltà a Galzignano risalgono al periodo compreso tra il XIV e il XII secolo a.C., durante l'Età del Bronzo e l'Età del Ferro. I ritrovamenti archeologici testimoniano che, poco sotto la vetta del monte Orbieso, sul versante meridionale, viveva un piccolo gruppo di persone che si stanziò in quel luogo forse per motivi strategici, dato che da quella posizione riuscivano a controllare l'intera zona termale.
Un'altra scoperta archeologica di rilevanza è il ritrovamento di un cippo di confine, datato 141 a.C., utilizzato dai Romani per segnare la fine del territorio Atesino e l'inizio dell'Agro Patavino.

### Medioevo
Il più antico documento in cui si cita Galzignano risale al 9 febbraio 952, nel quale si riporta che l'imperatore Ottone I confermò al capitolo della cattedrale di Padova la presenza di "tre mansioni in Galzignano" proprio in quell'anno. Altri documenti redatti a Verona il 14 febbraio 1077 menzionano una "Villa que dicitur Galzegnano".
Nel 1297, nella Decima papale, si fa nuovamente riferimento al nome "Galzignano". Durante il XIII secolo, sulla sommità di un colle (Monte Del Castello o Castelletto), venne costruito un piccolo castello, citato per la prima volta nel 1259. Questo castello era forse un feudo vescovile, confermato nel 1288 a Nicolò da Lozzo. Inoltre, sembra che tra il 1200 e il 1300 fosse presente un'ulteriore fortificazione sul monte Castellazzo; entrambi i nomi di questi colli deriverebbero dalle due diverse fortezze.
Le aree ai piedi dei monti si presentavano sommerse da paludi e fu proprio dalla metà del XVI secolo che vennero bonificate grazie al contributo di importanti famiglie veneziane, le quali, dopo aver acquistato le terre, decisero di edificare qui le loro dimore.
Dal 1160 si insediò sul Monte Venda un monastero, creato su iniziativa di un monaco del monastero di Santa Giustina. Nel 1229, il monastero passò ai monaci Benedettini. L'esistenza del monastero terminò nel 1771, dopo che la Repubblica di Venezia ne ordinò la soppressione. Successivamente, i beni del monastero passarono in proprietà della famiglia Erizzo, che destinò l’intero complesso a rifugio per pastori. Per questo motivo, il monastero cadde in rovina.

### Rinascimento
Durante l'epoca rinascimentale, molte famiglie nobili decisero di costruire le loro ville a Galzignano. Tra queste, si possono citare: Villa Benacchio Barbaro, Villa Vallini Rizzoli Benedetti, edificata nel Quattrocento e successivamente ristrutturata nel Settecento, Villa Pisani Augusta, risalente al Quattrocento, Villa Bertolini Olivato Capodilista, dello stesso secolo, Villa Civran Emo, seicentesca, proprietà dei conti Emo Capodilista, Villa Saggini, di fine Settecento, Villa Boggian, della seconda metà del Settecento e Villa Barbarigo, situata nella frazione di Valsanzibio.

### Storia contemporanea
Durante la Seconda Guerra Mondiale, il paese fu teatro del cosiddetto eccidio di Vallarega, una strage avvenuta a Luvigliano, perpetrata dalle truppe tedesche di stanza nella cittadina euganea, dove furono uccisi civili.
In rappresaglia per l'uccisione di un soldato del comando di un'armata dell'esercito tedesco, sette ostaggi civili furono fucilati: cinque di questi, appartenenti a formazioni partigiane, erano stati prelevati quindici giorni prima in un'operazione di rastrellamento a Galzignano Terme. L'ordine fu impartito dal comandante tedesco, il capitano Lembke, della Wehrmacht. I cadaveri delle vittime furono appesi per due giorni ai grandi platani del viale sotto il Palazzo dei Vescovi. Solo dopo qualche giorno fu data sepoltura ai corpi; mentre non fu possibile identificare i due partigiani aggiunti da Lembke alla lista della rappresaglia, gli altri cinque furono identificati quasi immediatamente.

## Simboli
Lo stemma e il gonfalone sono stati concessi con decreto del presidente della Repubblica del 20 giugno 1984.

Lo stemma comunale

Dalla descrizione araldica dello stemma comunale si possono evincere i simboli di Galzignano:
- l'albero presente al centro vuole mettere in risalto la florida agricoltura e la presenza di villa Barbarigo;
- lo smalto d'argento del campo vuole ricordare l'abbondanza delle acque soprattutto quelle termali;[14]
- i rami di quercia e di ulivo sono gli ornamenti esteriori dello scudo previsti per i comuni italiani.

Il gonfalone è un drappo di bianco.

## Monumenti e luoghi d'interesse

### Architetture religiose
- Antica pieve di Santa Maria Assunta: la chiesa, situata sulla sommità del colle che domina il paese, deve la sua attuale struttura a una ristrutturazione avvenuta nel 1674. Le prime testimonianze della sua esistenza risalgono al IX secolo. Tra le opere presenti all'interno della chiesa vi sono quattro pale di cui una attribuita al pittore Claudio Ridolfi.[15]Antica pieve di Santa Maria Assunta

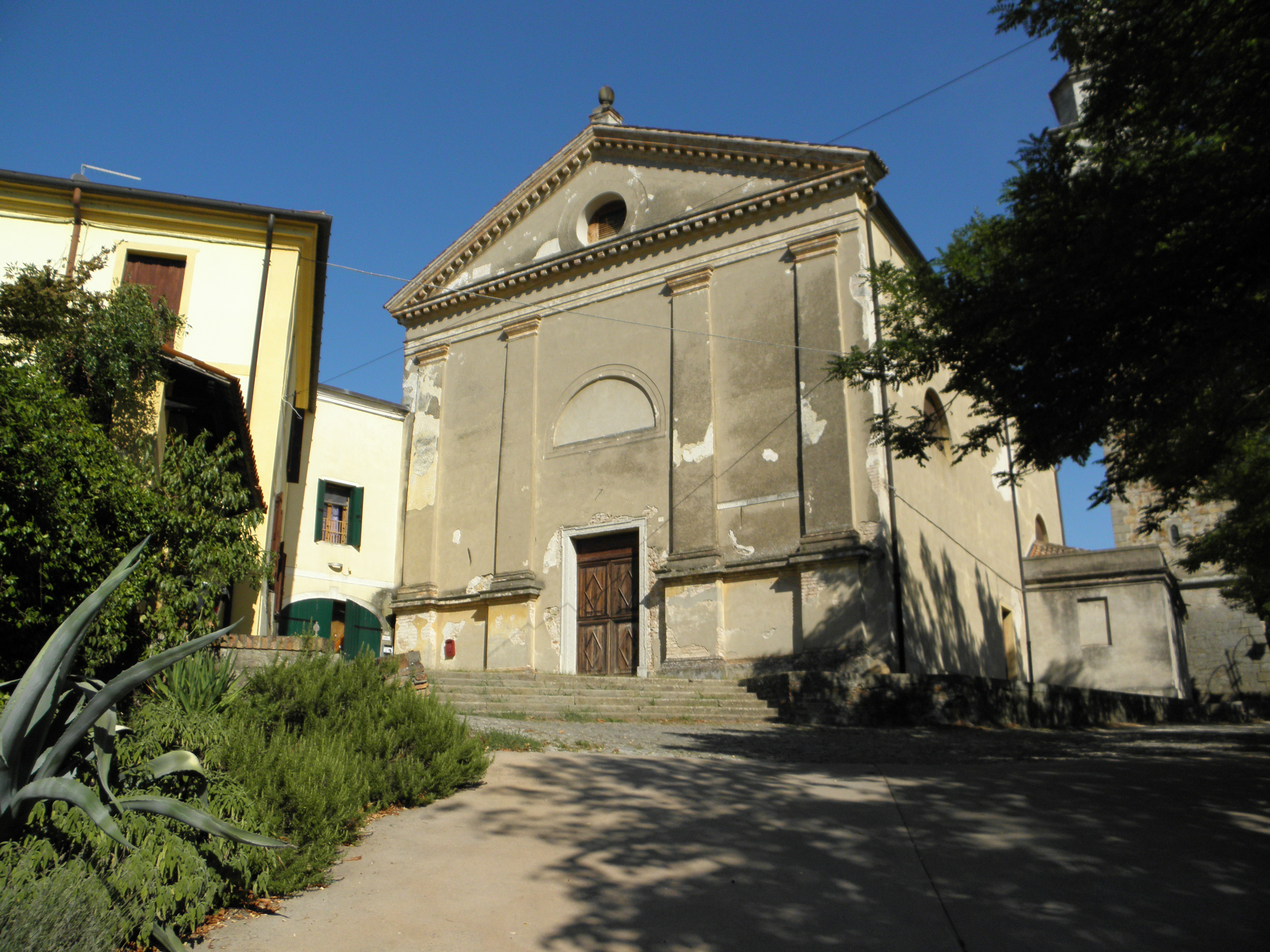
Antica pieve di Santa Maria Assunta

- Chiesa di Santa Maria Assunta: fu costruita una nuova chiesa nel 1961 in stile neoromanico per sostituire l'antica pieve. Il campanile del vecchio tempio fu riutilizzato per il nuovo edificio. La chiesa presenta tre navate: quella centrale, la più ampia, ospita l'altare principale, mentre nelle due navate laterali si trovano diversi altari. In una navata vi sono altari dedicati al Sacro Cuore, alla Madonna e a San Luigi Gonzaga; nell'altra navata si trovano un altare dedicato a Sant'Antonio da Padova, uno alla Madonna del Rosario e un ulteriore altare utilizzato per le funzioni settimanali.[16]Interno chiesa di Santa Maria Assunta

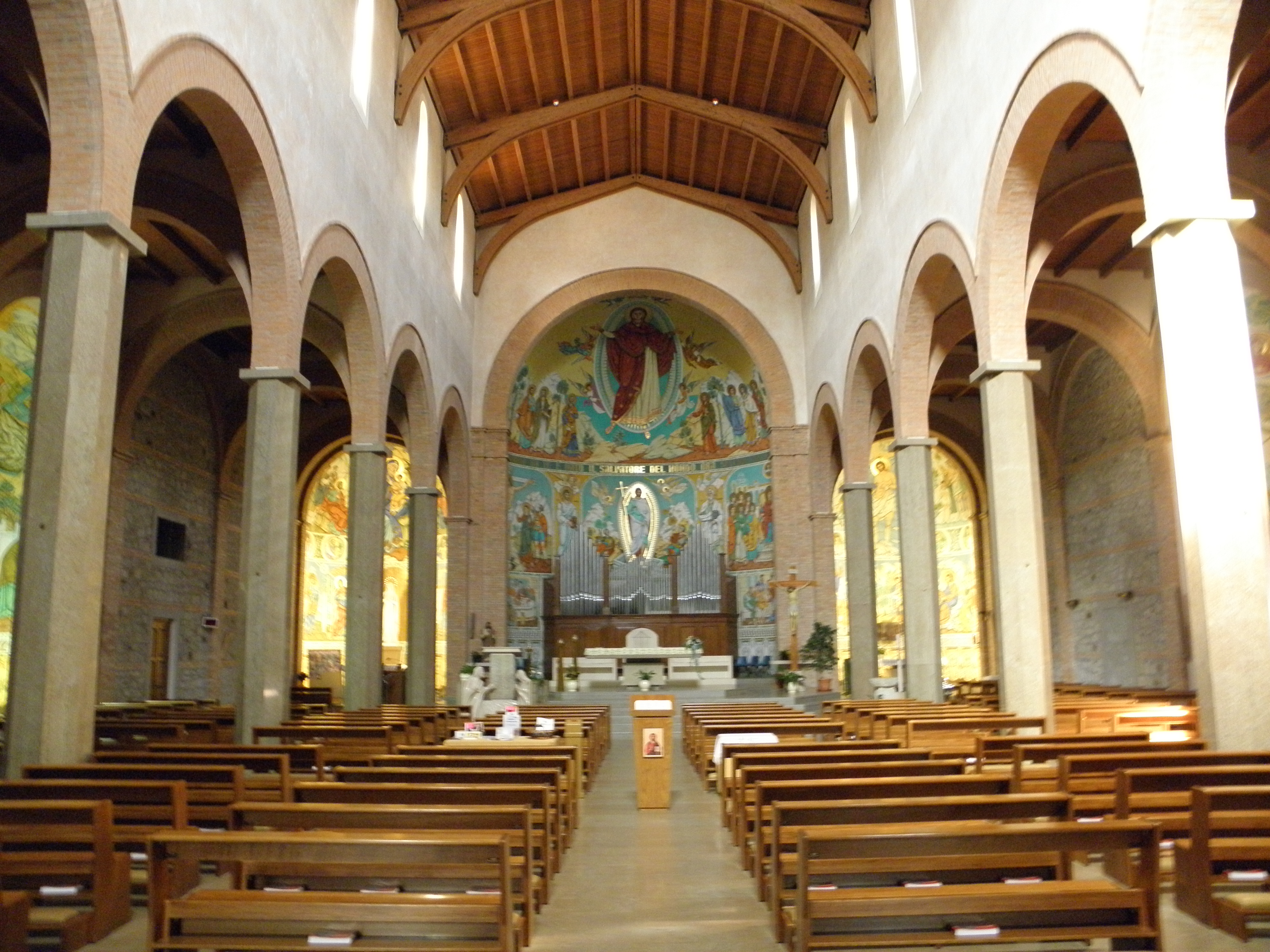
Interno chiesa di Santa Maria Assunta

- Monastero di Sant'Eusebio: l'antico monastero di Sant'Eusebio, situato nella frazione di Valsanzibio, si trova su uno sperone del Colle Sant'Eusebio. Questo monastero nel corso degli anni ha prima dato il nome alla valle e successivamente anche al paese. La struttura esisteva almeno dal XI secolo e inizialmente aveva anche la funzione di chiesa parrocchiale, funzione che perse alla fine del XIII secolo trasferendola alla chiesa di San Lorenzo. Il monastero, dopo una serie di peripezie, passò sotto il controllo dell'abbazia di Praglia fino al XIX secolo quando cadde in disuso. Il monastero comprendeva una parte religiosa, con la chiesa e gli ambienti per i monaci, sulla sommità della collina e un'altra rustica nella valle sottostante. La chiesa aveva una navata unica e una cripta, e le sue mura combinavano pietra e mattoni. Dal XXI secolo rimangono solo rovine e alcuni edifici restaurati.Ex monastero di Sant'Eusebio

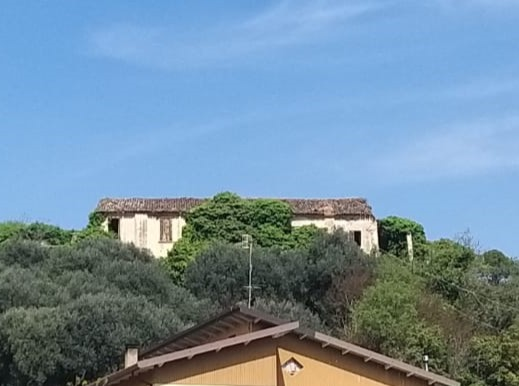
Ex monastero di Sant'Eusebio

- Monastero di Santa Maria Annunziata: nel 1233, sul versante meridionale del monte Orbieso, un gruppo di frati benedettini provenienti dall’abbazia di Praglia fondò il monastero di Santa Maria Annunziata. Il vescovo di Padova, Corrado, nominò come priore e gestore di questa comunità Pietro Bono, un monaco benedettino proveniente dalla comunità patavina di San Benedetto. I due monasteri sorti nei pressi di Valsanzibio erano collegati da una strada che seguiva la criniera del colle. l monastero era composto da una struttura chiusa, impostata attorno a una corte centrale. L'intero complesso era circondato da un doppio recinto di mura, a garanzia della clausura. Verso la valle, si trovava l'ingresso principale, accanto ad esso, era ubicata una piccola chiesa. A sud del portico si estendeva un'area pianeggiante che ospitava un piccolo cimitero. Infine, a ovest, era presente un secondo ingresso che conduceva a un cortile e alla parte rustica del monastero.Ex monastero di Santa Maria Annunziata

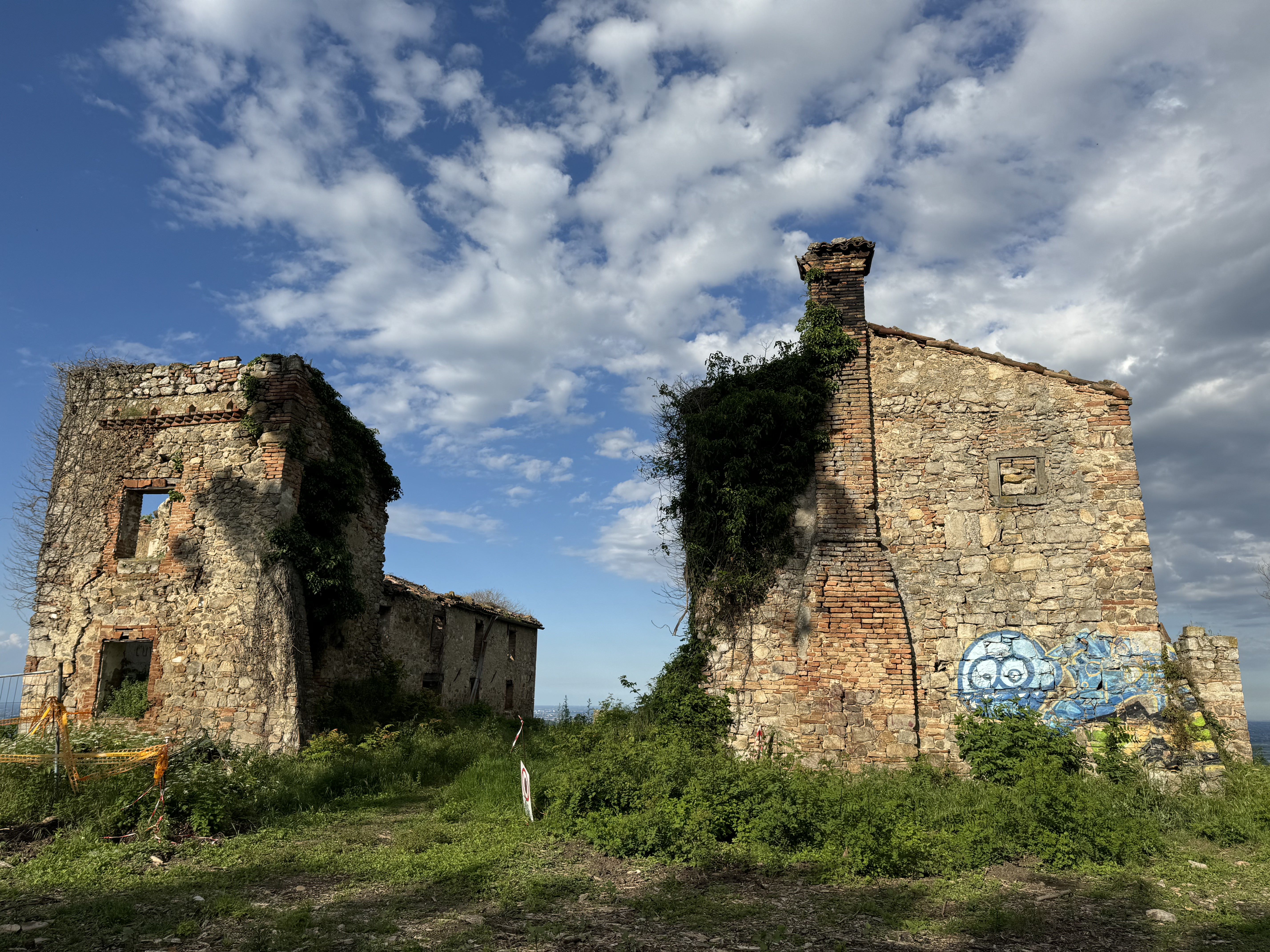
Ex monastero di Santa Maria Annunziata

- Monastero degli Olivetani: il monastero situato sul Monte Venda fu fondato nel 1160 su iniziativa di un monaco del monastero di Santa Giustina. Un secolo dopo, passò sotto la gestione dei monaci benedettini. Tuttavia, l'esistenza del monastero terminò nel 1771, quando la Repubblica di Venezia ne ordinò la soppressione. Successivamente, i beni del monastero furono acquisiti dalla famiglia Erizzo, la quale decise di destinare l'intero complesso a rifugio per pastori. Questa scelta contribuì al deterioramento della struttura, che gradualmente cadde in rovina.[10]I ruderi del monastero degli olivetani

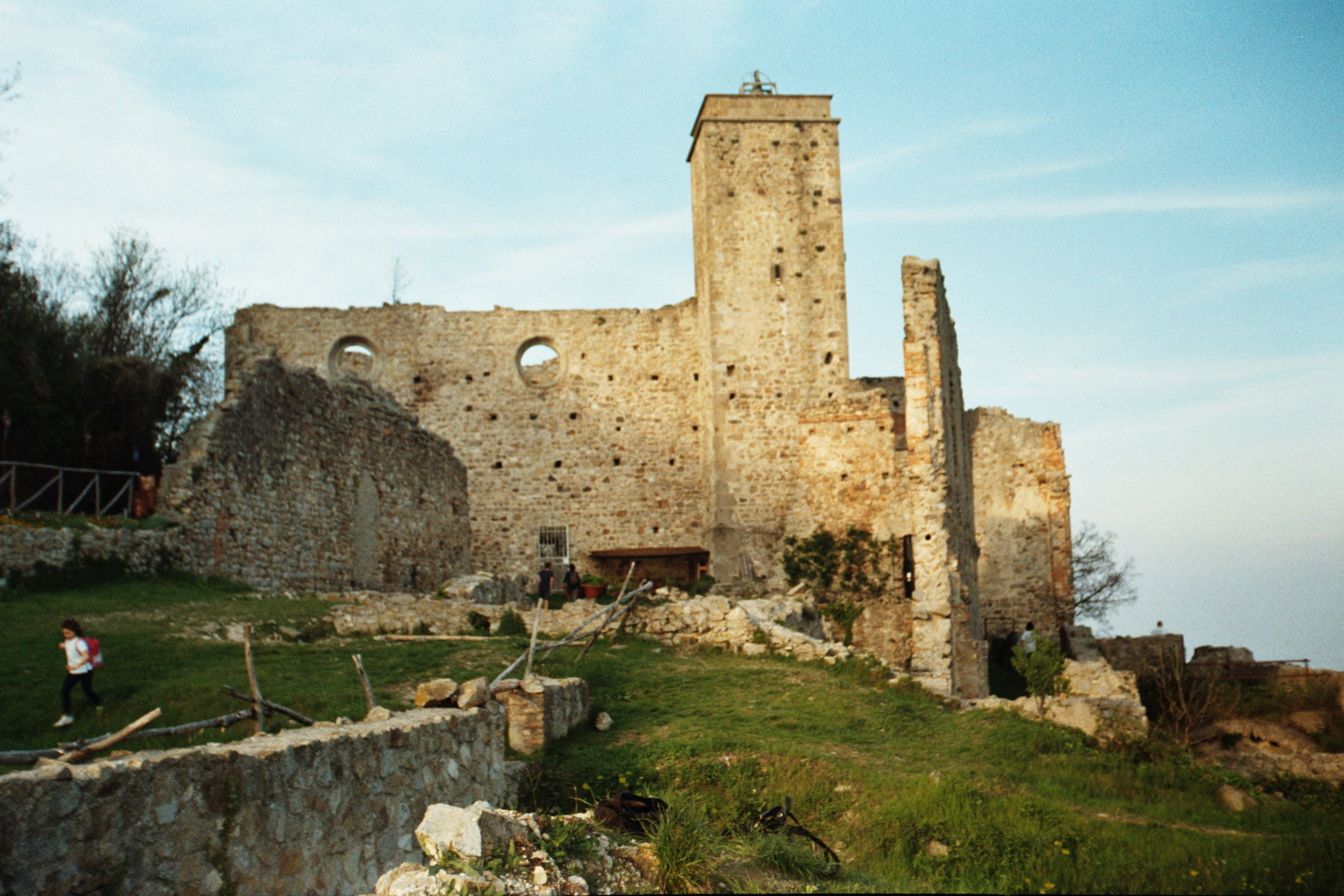
I ruderi del monastero degli olivetani

- Oratorio della Santissima Trinità: la sua costruzione è datata nel 1300 dal Riccabona da Carrara figlio di Pietro da Carrara e faceva parte di un convento. All'interno erano conservati alcuni affreschi, tra cui La Crocifissione, che oggi viene conservato nel museo Atestino. Occultata nel Cinquecento dal monumento funebre di Marco Mantova Benavides, scolpito da Bartolomeo Ammannati, essa fu rimessa in luce nel corso dei restauri diretti da Ferdinando Forlati. Questo dipinto di stile giottesco, viene attribuito da Mauro Lucco al Maestro di Galzignano.[17]
- Pieve di San Lorenzo: situata a Valsanzibio, il suo attuale aspetto è dovuto alla ristrutturazione e ampliamento, realizzato nel XVII secolo, del precedente edificio a opera della famiglia Barbarigo.

### Architetture civili
- Monumento ai caduti della prima guerra mondiale, realizzato dallo scultore Luigi Strazzabosco nel 1922 e rappresentante un fante. In basso, su un basamento quadrato si innesta un cippo rastremato verso l'alto che sorregge la statua del fante ferito. Il soldato, in un gesto estremo lancia una granata con il braccio destro mentre stringe tra i denti il bavero della giacca.[18]
- Roccolo Bonato: sorge su un pianoro a levante del monte Rua, tra i comuni di Galzignano Terme e Torreglia. Il “roccolo” era un edificio per l'arte dell'uccellagione, l'antica pratica di catturare gli uccelli migratori con le reti.[19]
- Villa Barbarigo, risalente al Seicento, costruita su commissione del nobile veneziano Francesco Zuane Barbarigo. Il parco della villa di Valsanzibio copre un'area di 15 ettari, ed è un esempio di giardino simbolico seicentesco, che presenta un complesso sistema di fontane.[20]Portale di Diana: un tempo qui attraccavano le barche dirette a Villa Barbarigo

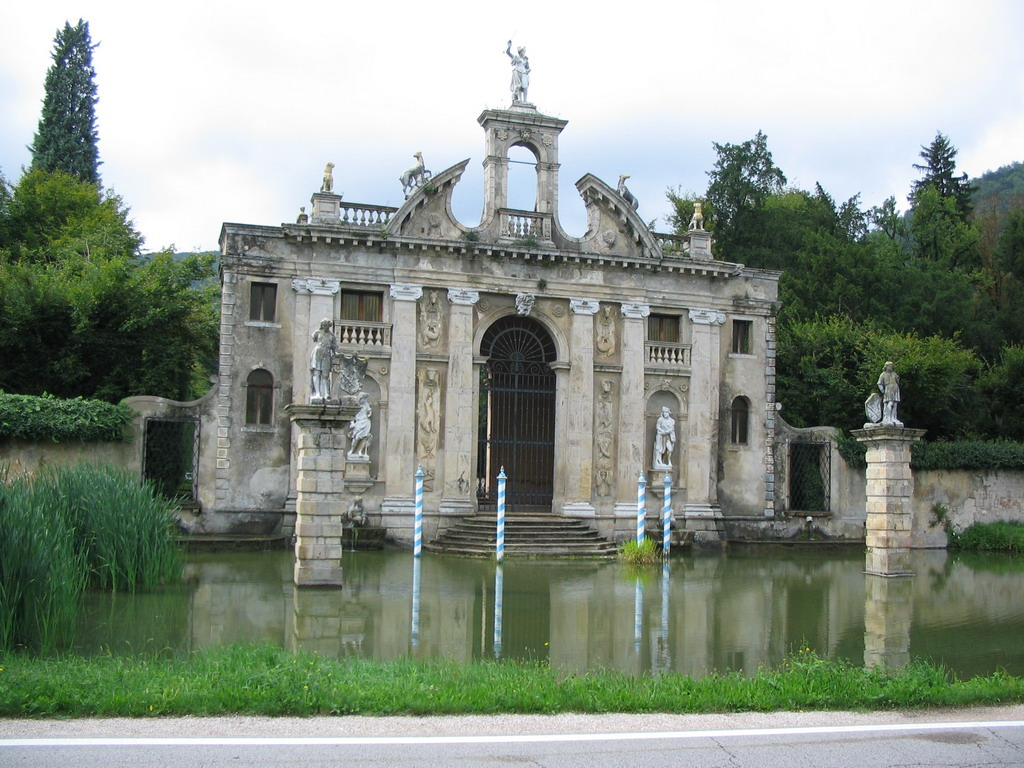
Portale di Diana: un tempo qui attraccavano le barche dirette a Villa Barbarigo

### Aree naturali
Nel 2024 il parco regionale dei colli Euganei, che comprende il territorio di Galzignano, è rientrato nel quadro del programma MAB Unesco. Il programma MAB promuove la compatibilità tra lo sviluppo socio-economico e la conservazione degli ecosistemi. I Colli Euganei, grazie alla candidatura coordinata dall'Ente Parco Colli Euganei e sostenuta dalla Regione Veneto, hanno ottenuto il riconoscimento per il loro valore naturale e culturale. 

## Società

### Evoluzione demografica
Galzignano Terme conta circa 1 510 famiglie. Secondo i dati del censimento decennale dell'ISTAT, la popolazione è aumentata dell'1,9% nel periodo dal 1991 al 2001.
Abitanti censiti

### Etnie e minoranze straniere
Gli stranieri residenti a Galzignano Terme al 1º gennaio 2021 sono 86, rappresentando il 2% della popolazione residente. L'etnia più numerosa è quella rumena, con 32 persone.

### Tradizioni e folclore
- Pellegrinaggio a Monteortone: si svolge ogni anno la prima domenica dopo Pasqua in direzione di Monteortone, dove si trova un antico santuario dedicato alla Madonna della Salute. Questo pellegrinaggio è stato istituito in seguito alle prime epidemie di peste.[23]
- Sagra del Rosario e Palio dei Mussi: durante questa festa, si tiene una sfilata in costume d'epoca che rievoca la vittoria della Repubblica di Venezia sui Turchi nella battaglia di Lepanto nel 1571. Inoltre, viene organizzato un palio che prevede corse di asini.[24]

### Qualità della vita
Il Comune di Galzignano Terme è stato insignito del riconoscimento di Comune Amico delle Api e del titolo di Comune Ciclabile, a testimonianza dell’impegno dell’Amministrazione nella tutela della biodiversità e nella promozione di una mobilità sostenibile e sicura, supportata da una rete di piste ciclabili a servizio della collettività.

## Cultura

### Istruzione

#### Scuole
Nel comune di Galzignano sono presenti sia una scuola primaria che una scuola media, entrambe facenti parte dell'Istituto Carrarese Euganeo.

#### Musei
Il Museo naturalistico e archeologico dei Colli Euganei ospita numerosi pannelli informativi che raccontano l'origine vulcanica del complesso collinare ed esempi della flora e della fauna locale. Sono presenti inoltre anche alcune stoviglie e del vasellame antico, ritrovato dalla famiglia che possiede Villa Benacchio Barbaro, proprio all'interno di essa.

### Teatro
Due teatri sono presenti nella zona: l'auditorium comunale, gestito dal comune, e l'anfiteatro del Venda, situato poco sotto la cima del monte Venda e solito ospitare vari eventi e concerti.

### Cinema
A Galzignano sono state girate alcune scene di Sole a catinelle, nel 2013 con Checco Zalone.

## Geografia antropica

### Frazioni

#### Valsanzibio
Valsanzibio è l'unica frazione di Galzignano sorge tra il monte Gallo e il monte Orbieso. La località è famosa per il noto giardino di Villa Barbarigo, ma di particolare interesse è anche la vecchia chiesa parrocchiale intitolata a Sant'Eusebio, da cui prende il nome la località.

## Economia
L'economia del comune di Galzignano Terme si basa principalmente su agricoltura e turismo termale.

### Agricoltura
Nel territorio comunale l'agricoltura rappresenta una delle attività di maggior importanza. A Galzignano i prodotti di maggior interesse sono il vino e l'olio. Nel territorio vengono prodotti molti vini a denominazione di origine controllata Colli Euganei, e il comune aderisce all'associazione "Città dell'olio". Oltre a altri vari tipi di frutta e ortaggi di importanza rilevante è anche la produzione di ciliegie e giuggiole.
Nel 2020 il comune ha approvato il regolamento per i prodotti a denominazione comunale (De.Co.) con il fine di proteggere e tutelare i prodotti tradizionali locali.

### Turismo
Le attività termali, site nella località "Civrana", sono il principale attrattore dell'economia turistica cittadina, che beneficia anche del movimento generato dall'associazione strada del vino dei Colli Euganei.

## Amministrazione
I sindaci di Galzignano Terme dal 1946:
| Periodo    | Periodo    | Primo cittadino    |
| ---------- | ---------- | ------------------ |
| 01/04/1946 | 20/12/1946 | Umberto Perocco    |
| 21/12/1946 | 17/06/1951 | Riccardo Roman     |
| 18/06/1951 | 27/11/1960 | Tedaldo Ciato      |
| 28/11/1960 | 21/06/1970 | Giuseppe Benacchio |
| 22/06/1970 | 20/12/1970 | Giovanni Barbiero  |
| 21/12/1970 | 11/07/1975 | Angelo Ceccarello  |
| 12/07/1975 | 15/11/1977 | Giuseppe Benacchio |
| 16/11/1977 | 03/07/1980 | Adriano Zampieri   |
| 04/07/1980 | 05/03/1986 | Gerardo Ceccarello |
| 06/03/1986 | 17/11/1988 | Maurizio Gallo     |
| 18/11/1988 | 25/11/1994 | Fabio Berton       |
| 26/11/1994 | 05/06/2003 | Antonio Sturaro    |
| 06/06/2003 | 26/05/2013 | Riccardo Roman     |
| 27/05/2013 | in carica  | Riccardo Masin     |

### Gemellaggi
Nel giugno 2025 Galzignano Terme e la città tedesca Stollberg hanno firmato una Dichiarazione di Amicizia, primo passo verso il gemellaggio ufficiale previsto entro un anno.

## Sport

### Atletica
Nel territorio è presente l'associazione locale Galzignano Trail Friends che, oltre a prendere parte a numerose marce e manifestazioni podistiche, organizza varie gare podistiche all'interno del territorio comunale.

### Calcio
Nel territorio di Galzignano sono presenti due società calcistiche. La prima è la A.S.D. Polisportiva Real Terme, fondata nel 2020 a seguito della fusione di due storiche squadre locali: l'A.C.D. Galzignano Terme 1965 e il Calcio Battaglia 1922. La nuova squadra è affiliata al Calcio Padova e, dopo aver disputato per la prima volta nella sua storia il campionato di Prima Categoria nella scorsa stagione, milita attualmente nel girone L di Seconda Categoria.
L'altra società presente nel comune è l'A.S.D. Atletico Galzignano, anch'essa inserita nel girone L di Seconda Categoria per la stagione 2024-2025.

### Golf
Nel territorio di Galzignano sono presenti due importanti golf club: il Golf Club Padova e il Golf Club Galzignano. Entrambi dispongono di strutture proprie e campi di allenamento. Di particolare rilievo è il Golf Club Padova, fondato nel 1962, che ospita competizioni di livello internazionale e vanta un albo d’oro ricco di successi nel panorama golfistico nazionale e internazionale. Il Golf Club Galzignano, invece, è parte integrante del circuito che ospita lo U.S. Kids Venice Open, uno dei tornei giovanili più prestigiosi al mondo.

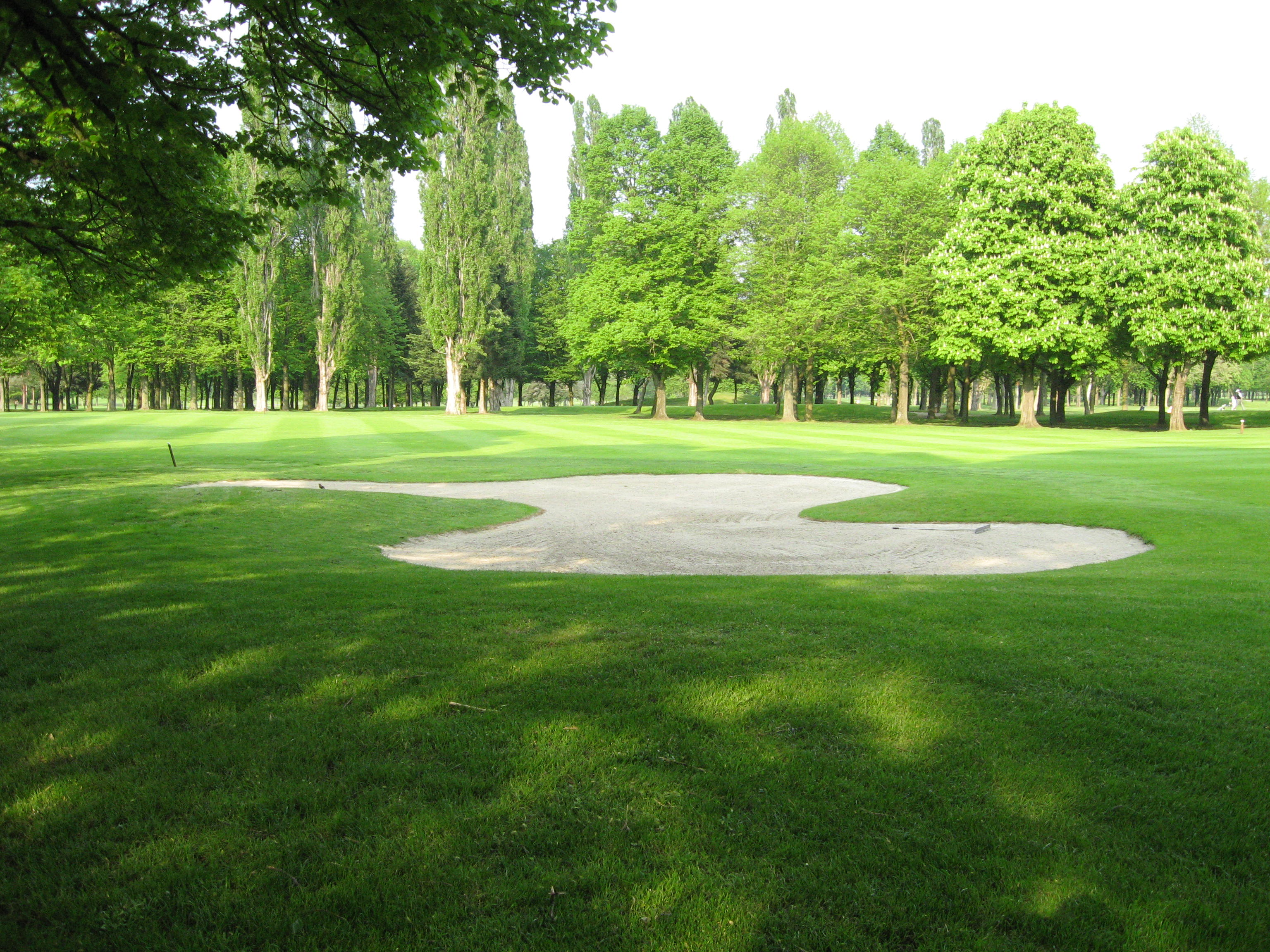
Campo del Golf Club Padova

### Impianti sportivi
Oltre alle numerose attività private, tra cui circoli di tennis e golf, nel comune sono presenti anche gli impianti sportivi comunali intitolati a Fiorenzo Pirolo, che negli ultimi anni hanno attirato particolare attenzione. Proprio qui, infatti, alcune selezioni nazionali giovanili e la prima squadra femminile hanno scelto di svolgere le proprie sedute di allenamento.